# Аньер-ан-Деволюи
Анье́р-ан-Деволюи́ (фр. Agnières-en-Dévoluy, окс. Anhera en Devoluí) — коммуна на юго-востоке Франции, регион Прованс — Альпы — Лазурный Берег, департамент — Верхние Альпы. округ — Гап. Входит в состав кантона Сент-Этьен-ан-Деволюи.
Код INSEE коммуны — 05002.

## Население
Население коммуны в 2008 году составляло 266 человек.
| 1962 | 1968 | 1975 | 1982 | 1990 | 1999 | 2008 |
| ---- | ---- | ---- | ---- | ---- | ---- | ---- |
| 166  | 202  | 180  | 180  | 199  | 212  | 266  |

## Экономика
В 2007 году среди 175 человек в трудоспособном возрасте (15—64 лет) 141 были экономически активными, 34 — неактивными (показатель активности — 80,6 %, в 1999 году было 81,8 %). Из 141 активных работали 134 человека (73 мужчины и 61 женщина), безработных было 7 (1 мужчина и 6 женщин). Среди 34 неактивных 12 человек были учениками или студентами, 12 — пенсионерами, 10 были неактивными по другим причинам.

## Фотогалерея

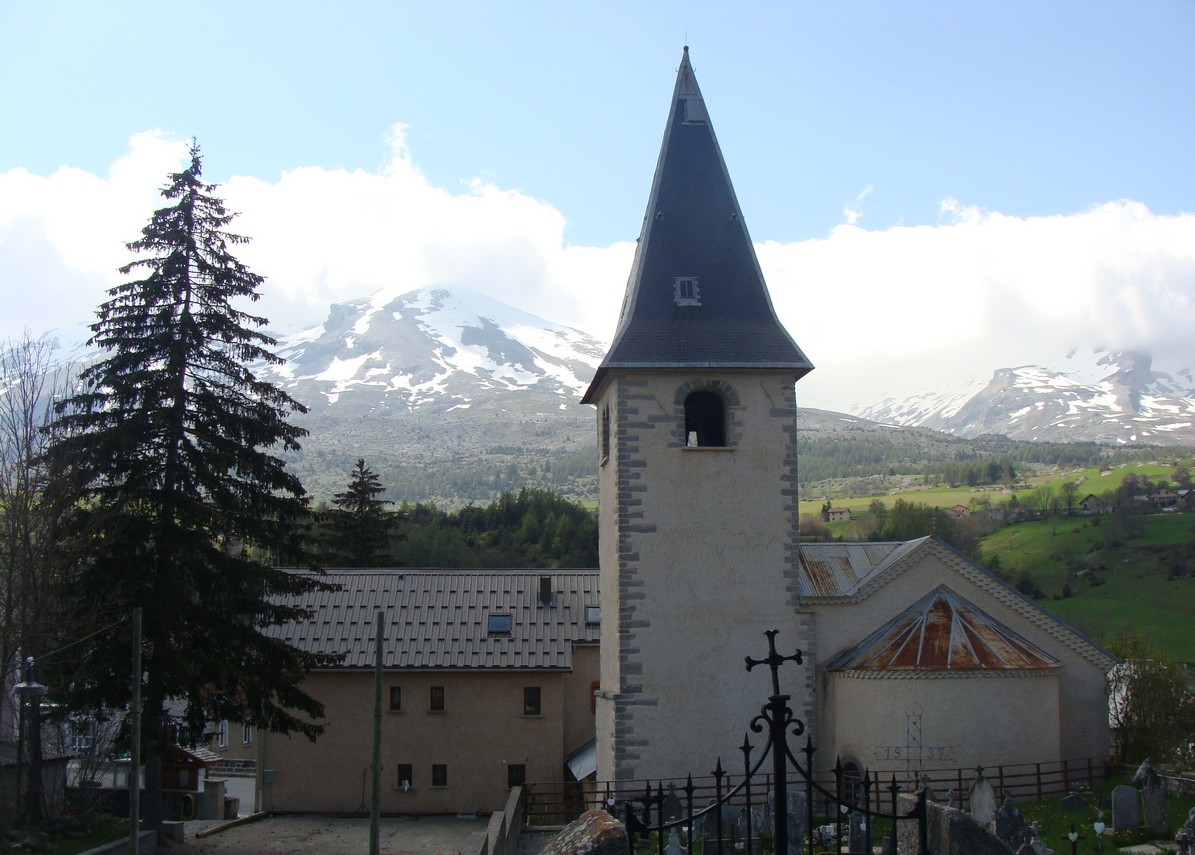
Церковь
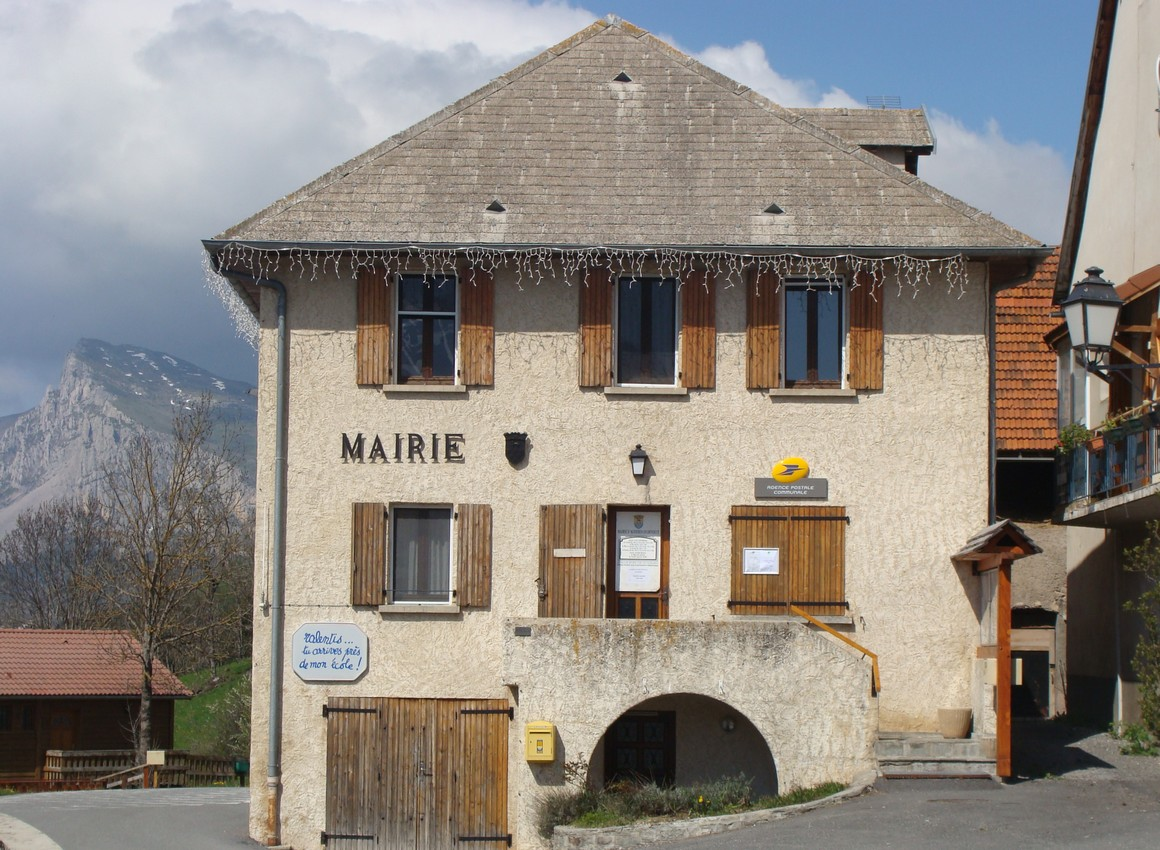
Мэрия
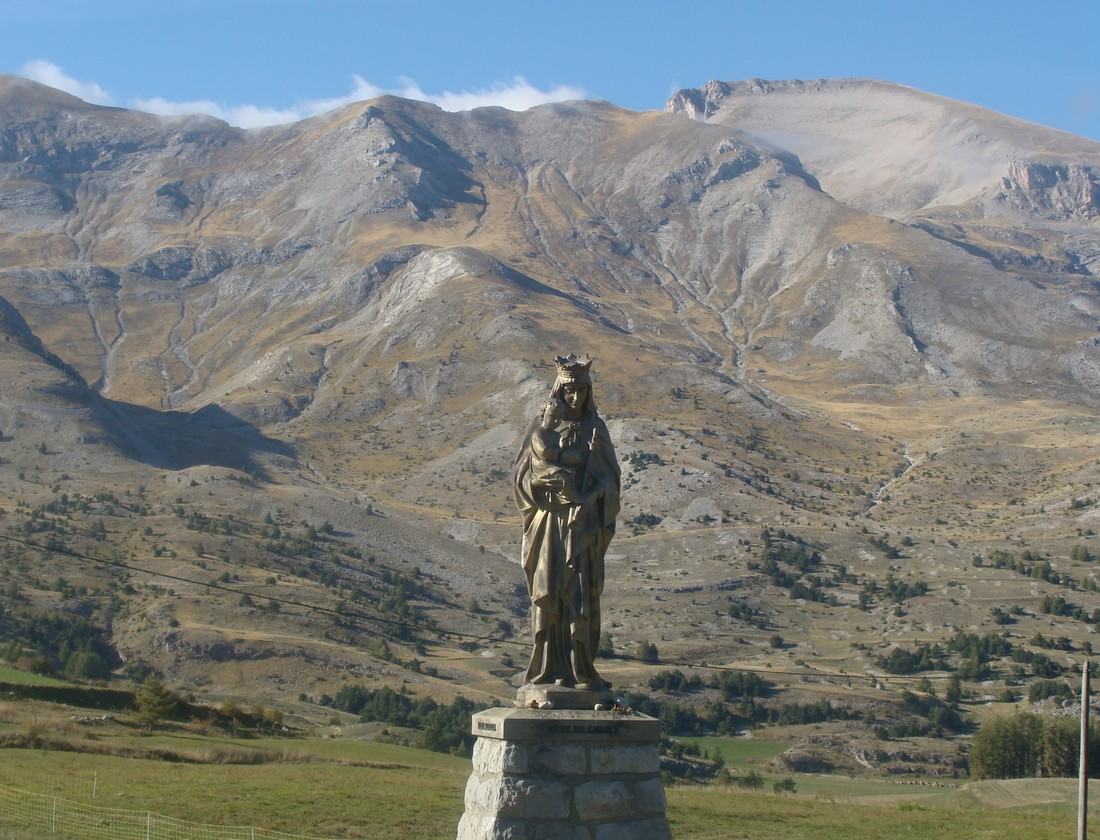
Богоматерь с младенцем
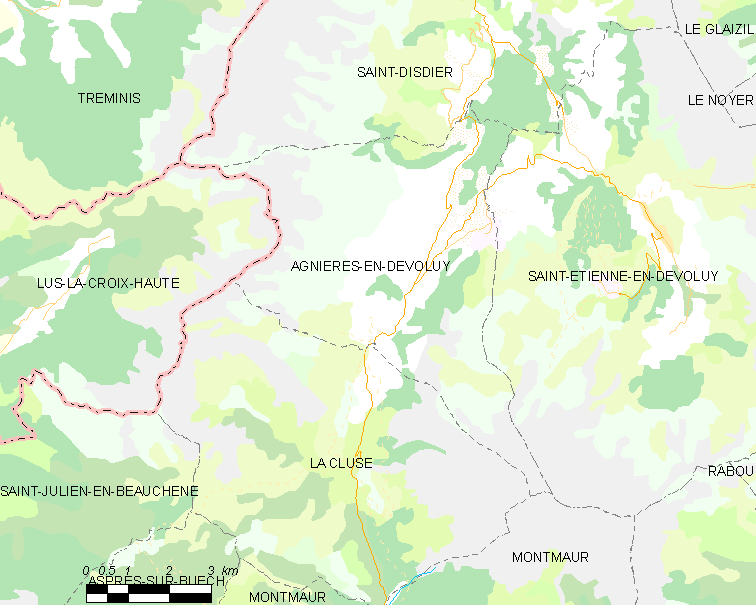
Карта коммуны